# Coroação da Virgem (Gentile da Fabriano)
Coroação da Virgem é uma pintura de têmpera do artista italiano Gentile da Fabriano, executada por volta de 1420, atualmente no Museu J. Paul Getty. Originou-se como a frente de uma bandeira processional - o reverso mostrava São Francisco Recebendo os Estigmas que agora está em Parma.